# Río Gibranzos
El río Gibranzos es un curso de agua del interior de la península ibérica, afluente del Tamuja. Discurre por la provincia española de Cáceres.

## Descripción
De escaso caudal y curso estacional, el Gibranzos, que discurre por la provincia de Cáceres, desemboca en el río Tamuja después de atravesar municipios como los de Robledillo de Trujillo, Santa Ana y La Cumbre. Aparece descrito en el octavo volumen del Diccionario geográfico-estadístico-histórico de España y sus posesiones de Ultramar de Pascual Madoz de la siguiente manera:

GIBRANZO: riach. en la prov. de Cáceres, part. jud. de Trujillo: nace en las inmediaciones de Robledillo, en la sierra del mismo nombre, atraviesa su térm., en el cual tiene un molino harinero; corre en direccion al N.; cruza el térm. de Sta. Ana, donde tiene otro molino, pasa al de la Cumbre, donde hay 3 molinos, y atravesando el camino de Trujillo á Cáceres, entra en el Tamuja en la deh. de Alberguerias, á corta dist. de la casa Matilla del Rollar en el sitio nominado Pie de Gibranzo: tiene 3 puentes de piedra: el primero inmediato á Sta. Ana en el cordel de los ganados trashumantes, con 2 arcos de 4 varas y otros 2 mas pequeños, pero le faltan los pretiles y está casi ruinoso: el segundo á la inmediacion de la Cumbre en el camino de esta v. á Plasenzuela; consta de 2 arcos grandes de mas de 4 varas de alto, y 3 pequeños; se construyó á espensas de la Cumbre en los años de 1790, y el tercero en el camino de Trujillo á Cáceres con un arco grande de 5 varas, y 3 pequeños, fué reconstruido en los años de 1814 á 1816. Cria pardillas, anguilas y algunas tencas: su caudal de agua es corto, corre por espacio de 2 1/2 leg. y se seca en el verano.
(Madoz, 1847, p. 405)

Las aguas del río, perteneciente a la cuenca hidrográfica del Tajo, terminan vertidas en el océano Atlántico.